# Jørg Berge
Jørg (Jørgen) Berge (3 de setembro de 1854 - 1916) foi um editor norueguês, ativista da temperança e político do Partido Trabalhista.
Ele nasceu em Arendal. Ele passou vários anos como marinheiro, e estudou e trabalhou no Canadá, Espanha e em várias cidades da França. Ele se converteu ao catolicismo romano enquanto estava hospitalizado em Montreal. De volta à Noruega, trabalhou como professor em escolas católicas em Kristiania e Alten, e também como cateter em Harstad. Foi brevemente subeditor do jornal Finmarken em Vadsø e, desde 1907, faroleiro em Vikten. No entanto, ele é mais lembrado por seu tempo em Narvik, onde se mudou com sua família por volta de 1900.
Enquanto morava em Narvik, editou o jornal trabalhista Fremover e foi eleito para o Parlamento da Noruega já nas eleições de 1903, representando o distrito urbano de Tromsø, Bodø og Narvik. O Partido Trabalhista passou de 0 a 4 assentos após a eleição de 1903, todos representantes do norte da Noruega. Além de Berge, eles eram Meyer Foshaug, Alfred Eriksen e John Lind Johansen; também, o socialista Adam Egede-Nissen venceu as eleições na cédula do Partido Liberal. Berge cumpriu apenas um mandato, pois Narvik foi privado de ter um candidato em Tromsø, Bodø og Narvik. Ele defendeu a reeleição em Nord-Trøndelag em 1912 e 1915, mas sem sucesso.